# Женская сборная Украины по гандболу
Женская национальная сборная команда Украины по гандболу (укр. Жіноча національна збірна команда України з гандболу) — команда, представляющая Украину на международных соревнованиях по гандболу среди женских команд. Организацию, управление и контроль обеспечивает Федерация гандбола Украины (ФГУ).
Организована в 1991 году. Первый официальный матч провела 23 мая 1992 года. Один раз выступала в Олимпийских Играх (2004), результат — выход в финал турнира (итоговое 2-е место). Сборная семь раз принимала участие в чемпионатах мира (1995, 1999, 2001, 2003, 2005, 2007, 2009), лучший результат — выход в полуфинал турнира 2003 года (итоговое 4-е место). 11 раз участвовала в чемпионатах Европы (1994 — 2014), лучший результат — выход в финал турнира 2000 года (итоговое 2-е место).
Наибольшее количество матчей за сборную сыграла Марина Вергелюк — 90 матчей; лучший бомбардир сборной — Виктория Борщенко (313 мячей). Действующий капитан сборной — Ирина Глибко, левая полусредняя румынского «Рымнику-Вылча» из одноименного города. Главный тренер сборной — Виталий Андронов.

## Результаты

### Олимпийские игры
- 1996: Не попала
- 2000: Не попала
- 2004: 3-е место
- 2008: Не попала
- 2012: Не попала
- 2016: Не попала
- 2020: Не попала
- 2024: Не попала

### Чемпионаты мира
- 1995: 9-е место
- 1997: Не попала
- 1999: 13-е место
- 2001: 18-е место
- 2003: 4-е место
- 2005: 10-е место
- 2007: 13-е место
- 2009: 17-е место
- 2011: Не попала
- 2013: Не попала
- 2015: Не попала
- 2017: Не попала
- 2019: Не попала
- 2021: Не попала
- 2023: 23-е место

### Чемпионат Европы
- 1994: 11-е место
- 1996: 9-е место
- 1998: 7-е место
- 2000: 2-е место
- 2002: 12-е место
- 2004: 6-е место
- 2006: 13-е место
- 2008: 10-е место
- 2010: 12-е место
- 2012: 14-е место
- 2014: 16-е место
- 2016: не попала
- 2018: не попала
- 2020: не попала
- 2022: не попала
- 2024: 23-е место

## Главные тренеры
- 1992—1996: Леонид Ратнер
- 1996—2002: Леонид Евтушенко
- 2002—2008: Леонид Ратнер
- 2008—2010: Леонид Евтушенко
- 2011—2015: Леонид Ратнер

## Рекорды
| Результат                      | Рекорд | Счёт матча    | Команда           | Дата                              |
| Крупнейшая победа              | +33    | 40:7          | Австралия         | 9 декабря 2009                    |
| Крупнейшее поражение           | -19    | 18:37         | Исландия          | 5 июня 2011                       |
| Больше всего забитых голов     | 43     | 43:17         | Парагвай          | 12 апреля 2007                    |
| Меньше всего забитых голов     | 13     | 13:25         | Нидерланды        | 12 июля 2010                      |
| Больше всего пропущенных голов | 40     | 32:40 / 32:40 | Россия / Румыния  | 12 октября 2006 / 12 октября 2008 |
| Меньше всего пропущенных голов | 7      | 40:7          | Австралия         | 9 декабря 2009                    |
| Самый результативный матч      | 72     | 32:40 / 32:40 | Россия / Румыния  | 12 октября 2006 / 12 октября 2008 |
| Самый малорезультативный матч  | 33     | 16:17 / 18:15 | Хорватия / Польша | 12 июня 1995 / 3 сентября 1996    |

## Некоторые известные игроки
- Наталья Дерепаско — лучший бомбардир чемпионата мира 1995 года (61 гол), одна из лучших бомбардиров в истории сборной Украины (309 голов). С 2001 года выступала за Словению.
- Елена Цыгица — лучшая левая полусредняя чемпионата мира 2003 года, бронзовый призёр Олимпийских игр 2004 года.
- Елена Радченко — лучшая левая крайняя чемпионата Европы 2004 года, бронзовый призёр Олимпийских игр 2004 года.
- Юлия Манагарова — считалась одной из лучших правых крайних сборной Украины, но критиковала Федерацию гандбола за недостаточную материальную поддержку сборной[1]; в 2014 году отказалась от выступлений за сборную Украины и решила получить российское гражданство с перспективой выступлений за сборную России[2].
- Регина Шимкуте — за сборную Украины выступала до 2010 года, гражданство России приняла в декабре 2014 года, но о смене сборной не заявляла[3]